# Santa Maria di Piedigrotta (Nápoly)
A Santa Maria di Piedigrotta egy bazilika Nápolyban a Piazza Piedigrottán. A 14. században épült istenháza a nápolyi barokk egyik legkiemelkedőbb példája. Eredetileg Santa Maria dell'Idria néven volt ismert, egy pogány kultusz után (dea Hodigidria), melyet ma is ünnepelnek szeptember 8-án Piedigrotta ünnepén.

## Búcsújáróhely
A templom évszázadok óta búcsújáróhely, Mergellina halászainak és hajósainak legjelentősebb temploma. A templom népszerűségét és a búcsú nagy nápolyi társadalmi esemény jellegét a helyhez fűződő legendák is alátámasztják.
A legenda szerint a templom feletti római alagút (grotta) mellett épült Bacchus-templom Priapus-szentélyét Szent Péter leromboltatta és helyére templomot építtetett. Innen van azóta is a templom Piedigrotta neve, azaz a grotta lábainál. Nem legenda, hanem való történet viszont, hogy a 13. század elején már állott a mai templom őse, amelyet a következő évszázadok során többször is újjáépítettek és ekkor került a templomba a csodatevő Madonna oltár, mely egy sienai mester által faragott kis faszobor. A Madonna di Piedigrotta tiszteletére azután minden év szeptember 8-án búcsút rendeztek, melynek elmaradhatatlan része a körmenet, a kirakodóvásár illetve a görögtűz játék. 

## Látnivalók
Homlokzatát a Szűzanya, Aragon Alfonz és Szent Ágoston szobrai díszítik (Niccolò Quinto alkotásai). Barokk kialakítású belsejének érdekességei a XIII. századi Madonna a gyermek Jézussal szobor valamint egy XV. századi flamenco stílusú faragott asztal és Belisario Corenzio freskói. A bazilika melletti parkban találjuk Vergilius és Giacomo Leopardi síremlékeit (Parco Vergiliano).

## Külső hivatkozások
- https://web.archive.org/web/20070208190247/http://www.imonumenti.it/
- http://www.inaples.it/%5B%5D